# Philodromus rufus vibrans
Philodromus rufus vibrans là một phân loài nhện trong họ Philodromidae.
Loài này thuộc chi Philodromus. Philodromus rufus vibrans được Charles Denton Dondale miêu tả năm 1964.